# Troubleshooting
Con l'espressione inglese troubleshooting ("analisi dei problemi o risoluzione dei problemi") si intende un processo di ricerca logica e sistematica delle cause di un problema su un prodotto o processo, in genere a partire dal monitoraggio del sistema, affinché possa essere successivamente risolto e il sistema torni ad essere nuovamente operativo con il malfunzionamento/guasto che non si ripresenti più. Si può considerare dunque a tutti gli effetti una forma di problem finding.

## Descrizione
Consiste inizialmente nell'identificazione del malfunzionamento e quindi in una ricerca della sua causa attraverso un processo di eliminazione progressiva delle possibili cause conosciute (i malfunzionamenti "intermittenti" sono difficili da diagnosticare).
È necessario nello sviluppo e nel mantenimento di sistemi complessi, in cui i sintomi dei possibili problemi possono avere a monte diverse cause differenti. Il troubleshooting è usato ad esempio in ingegneria, in elettronica, in informatica e nello sviluppo del software - dove è  più corretto parlare di debugging -, nella gestione delle reti e in medicina diagnostica.